# Vulkanpass
Der Vulkanpass rumänisch Pasul Vâlcan ist ein Gebirgspass in den Transsylvanischen Alpen in Rumänien. Er liegt ca. 850 m hoch und führt über die Nationalstraße 66 – Teilstück der Europastraße 79 – von Petroșani (Petroschen), dem ehemaligen Endpunkt der ungarischen Staatsbahnlinie Piski-Petrozseni, durch das Tal des Jiu über Târgu Jiu nach Craiova. Die kleine Stadt Vulcan, nordwestlich vom Pass gelegen, ist nach diesem benannt.